# Grammorhoe centrostrigaria
Grammorhoe centrostrigaria är en fjärilsart som beskrevs av Woll. 1858. Grammorhoe centrostrigaria ingår i släktet Grammorhoe och familjen mätare. Inga underarter finns listade i Catalogue of Life.